# Liste der Baudenkmäler in Röckingen
Auf dieser Seite sind die Baudenkmäler in der mittelfränkischen Gemeinde Röckingen zusammengestellt. Diese Tabelle ist eine Teilliste der Liste der Baudenkmäler in Bayern. Grundlage ist die Bayerische Denkmalliste, die auf Basis des Bayerischen Denkmalschutzgesetzes vom 1. Oktober 1973 erstmals erstellt wurde und seither durch das Bayerische Landesamt für Denkmalpflege geführt wird. Die folgenden Angaben ersetzen nicht die rechtsverbindliche Auskunft der Denkmalschutzbehörde.
 Diese Liste gibt den Fortschreibungsstand vom 9. Oktober 2020 wieder und enthält zehn Baudenkmäler.

## Baudenkmäler nach Gemeindeteilen

### Röckingen
| Lage                                          | Objekt                                               | Beschreibung | Akten-Nr.     | Bild           |
| --------------------------------------------- | ---------------------------------------------------- | --- | ------------- | -------------- |
| Triebweg (Standort)                           | Friedhof                                             | Anlage von 1862, mit Grabsteinen | D-5-71-192-8  | BW             |
| Kirchenweg 1 (Standort)                       | Evangelisch-lutherische Pfarrkirche Sankt Laurentius | Saalbau mit eingezogenem Chor und seitlichem Turm, Langhauswände 11. Jahrhundert, Chor und Turm spätes 15. Jahrhundert, 1740–55 nach Westen erweitert, Turmoktogon 1712, Turmhelm 1752; mit Ausstattung                                               | D-5-71-192-1  | weitere Bilder |
| Kirchenweg 1, Opfenrieder Straße 2 (Standort) | Ehemaliger Friedhof                                  | Im Kern wohl spätmittelalterliche Umfassungsmauer, Veränderungen 18./19. Jahrhundert, mit Grabdenkmälern des 18.–19. Jahrhunderts | D-5-71-192-1  | BW             |
| Kirchenweg 3 (Standort)                       | Wohnhaus                                             | Zweigeschossiges Gebäude mit Halbwalmdach, mit verputztem Fachwerkobergeschoss, 18./19. Jahrhundert | D-5-71-192-2  | BW             |
| Obere Dorfstraße 10 (Standort)                | Pfarrhaus                                            | freistehender zweigeschossiger Putzbau mit Walmdach, Fachwerk-Zwerchgiebeln mit Halbwalmdächern sowie Schlepp- und Fledermausgauben, an der Westseite Seitenrisalit mit Halbwalmdach, historisierender Heimatstil, Pläne vom Landbauamt Ansbach, 1908 | D-5-71-192-13 | BW             |
| Obere Dorfstraße 18 (Standort)                | Ehemaliges Schloss, jetzt zum Teil Mietparteienhaus  | Zweigeschossiger Satteldachbau mit Treppengiebel, Bruchsteinbau mit Eckquaderung, im Kern mittelalterliche Turmhügelburg, 1550 umgestaltet und auf den heutigen Umfang erweitert                                                                      | D-5-71-192-5  | weitere Bilder |
| Obere Dorfstraße 16, 18 (Standort)            | Nebengebäude                                         | Eingeschossiges Satteldachhaus, spätmittelalterliches Mauerwerk, jetzt Werkstatt | D-5-71-192-5  | BW             |
| Obere Dorfstraße 16 (Standort)                | Nebengebäude                                         | Zweigeschossiges massives Walmdachhaus, 17. bis 18. Jahrhundert | D-5-71-192-5  | BW             |
| Obere Dorfstraße 16, 18 (Standort)            | Einfriedung                                          | Wohl 18./19. Jahrhundert, innerhalb weitgehend aufgefüllter Wallgrabenanlage gelegen | D-5-71-192-5  | BW             |
| Opfenrieder Straße 2 (Standort)               | Ehemaliges Pfarrhaus                                 | Zweigeschossiger Halbwalmdachbau, mit Fachwerkgiebel, um 1680 | D-5-71-192-6  | BW             |
| Opfenrieder Straße 4 (Standort)               | Ehemalige Pfarrscheune                               | Eingeschossiges Gebäude mit Halbwalmdach, 17. Jahrhundert | D-5-71-192-6  | BW             |
| Opfenrieder Straße 2, 4 (Standort)            | Bruchsteinummauerung                                 | Wohl gleichzeitig | D-5-71-192-6  | BW             |

### Gugelmühle
| Lage                    | Objekt                                              | Beschreibung                                                    | Akten-Nr.    | Bild |
| ----------------------- | --------------------------------------------------- | --------------------------------------------------------------- | ------------ | ---- |
| Gugelmühle 1 (Standort) | Ehemalige Mühle mit Vierseithof, Wohnhaus           | Zweigeschossiger massiver Bau mit Halbwalmdach, 18. Jahrhundert | D-5-71-192-9 | BW   |
| Gugelmühle 1 (Standort) | Ehemalige Mühle mit Vierseithof, Wirtschaftsgebäude | Massive Satteldachbauten, 18./19. Jahrhundert                   | D-5-71-192-9 | BW   |
| Gugelmühle 1 (Standort) | Ehemalige Mühle mit Vierseithof, Schweinestall      | Massives Gebäude mit Krüppelwalm, 1831                          | D-5-71-192-9 | BW   |

### Opfenried
| Lage                      | Objekt      | Beschreibung         | Akten-Nr.     | Bild |
| ------------------------- | ----------- | -------------------- | ------------- | ---- |
| Hauptstraße 21 (Standort) | Wappenstein | Wohl 16. Jahrhundert | D-5-71-192-11 | BW   |

### Schmalzmühle
| Lage                      | Objekt                                                        | Beschreibung | Akten-Nr.     | Bild                                                       |
| ------------------------- | ------------------------------------------------------------- | --- | ------------- | ---------------------------------------------------------- |
| Schmalzmühle 1 (Standort) | Ehemalige Mühle eines Vierseithofes, Mühl- und Wohngebäude    | Zweigeschossiger Satteldachbau, rückwärtig Halbwalm, mit Fachwerkgiebel, um 1700, mit östlich angebautem Austragshaus, wohl 19. Jahrhundert | D-5-71-192-12 | Ehemalige Mühle eines Vierseithofes, Mühl- und Wohngebäude |
| Schmalzmühle 1 (Standort) | Ehemalige Mühle eines Vierseithofes, Hofhaus, Nebengebäude    | Zweigeschossiger massiver Bau mit Steildach, einseitig mit Halbwalm, 1786                                                                   | D-5-71-192-12 | BW                                                         |
| Schmalzmühle 1 (Standort) | Ehemalige Mühle eines Vierseithofes, ehemaliger Schweinestall | Eingeschossiger massiver Satteldachbau, um 1900                                                                                             | D-5-71-192-12 | BW                                                         |
| Schmalzmühle 1 (Standort) | Ehemalige Mühle eines Vierseithofes, Hofeinfahrt              | Korbbogentor mit Nebenpforte, bezeichnet „1710“                                                                                             | D-5-71-192-12 | BW                                                         |

## Abgegangene Baudenkmäler
In diesem Abschnitt sind Objekte aufgeführt, die früher einmal in der Denkmalliste eingetragen waren, jetzt aber nicht mehr existieren, z. B. weil sie abgebrochen wurden. Aktennummern in diesem Abschnitt sind ehemalige, jetzt nicht mehr gültige Aktennummern.

| Lage                                | Objekt                        | Beschreibung                              | Akten-Nr.     | Bild |
| ----------------------------------- | ----------------------------- | ----------------------------------------- | ------------- | ---- |
| Opfenried Hauptstraße 19 (Standort) | Erdgeschossiges Wohnstallhaus | Massivbau, erstes Viertel 19. Jahrhundert | D-5-71-192-10 | BW   |